# Messor barbarus
Messor barbarus er en art af myre, der lever i sydeuropa og nordafrika.

## Ernæring
Myrerne lever af at spise plantedele herunder frø, som de indsamler via stier hvor mange myrer går sammen. Stierne er observeret med en længde op til 30 meter, og en bredde op til 20 cm, med flere forgreninger.

## Kæledyr
Messor barbarus er en hyppigt anvendt art til kæledyr, da myrerne er store, og derfor lette at se, og lette at tilfredsstille ernæringsmæssigt.